# Ключі (Кезький район)
Ключі́ (рос. Ключи) — село (колишнє селище) в Кезькому районі Удмуртії, Росія.
Населення — 199 осіб (2010; 342 в 2002).
Національний склад станом на 2002 рік:
- удмурти — 70 %
- росіяни — 27 %

Урбаноніми:
- вулиці — Гагаріна, Зарічна, Лісова, Механізаторів, Молодіжна, Набережна, Річкова
- провулки — Західний, Південний